# Paolo Morrone
Paolo Morrone (Torre Annunziata, 3. srpnja 1854. – Rim, 4. siječnja 1937.) je bio talijanski vojni zapovjednik i političar. Tijekom Prvog svjetskog rata obnašao je dužnost ministra rata, te zapovijedao 4. i 9. armijom na Talijanskom bojištu.

## Obitelj
Paolo Morrone je rođen 3. srpnja 1854. u Torre Annunziati. Sin je Luigija i Marie Morrone rođ. Cirilo. Brak je sklopio s Annom Sironi s kojom je imao tri sina Giuseppe i Achillea koji su kao časnici sudjelovali u Prvom svjetskom ratu, te Antonia koji je rođen 1903. godine. Morroneova supruga Anna preminula je 1912. godine.

## Vojna karijera
Morrone je vojno školovanje započeo pohađajući od listopada 1871. Vojnu školu u Modeni. U siječnju 1879. promaknut je u čin poručnika, dok od kolovoza 1884. služi u 26. pješačkoj pukovniji smještenoj u Bergamu. Od 1884. pohađa Ratnu školu, a te iste godine, u listopadu, unaprijeđen je u čin satnika. Nakon završetka Ratne škole služi u Glavnom stožeru. Godine 1890. upućen je u novu talijansku koloniju Eritreju u kojoj služi iduće dvije godine. Po povratku u domovinu u prosincu 1892., promaknut je u čin bojnika, te u ožujku 1894. raspoređen u stožer V. korpusa. Od siječnja 1896. služi u stožeru korpusa u Rimu, da bi u godinu dana poslije toga, u siječnju 1897., bio imenovan načelnikom stožera Divizije Ancona. Te iste godine, u srpnju, unaprijeđen je u čin potpukovnika.
U ožujku 1901. promaknut je u čin pukovnika, te imenovan zapovjednikom 37. pješačke pukovnije smještene u Mantovi. Dvije godine poslije, u siječnju 1903., postaje načelnikom stožera IX. korpusa koji je imao sjedište u Rimu. U siječnju 1908. unaprijeđen je u čin general bojnika, te imenovan zapovjednikom Brigade Sicilija smještene najprije u Forliju, a potom u Parmi. Nakon toga, u lipnju 1911., postaje zapovjednikom Divizije Chieti, a te iste godine, u prosincu, je promaknut u čin general poručnika.

## Prvi svjetski rat
Pred ulazak Italije u Prvi svjetski rat, u ožujku 1915. imenovan je zapovjednikom XIV. korpusa. Zapovijedajući navedenim korpusom u ljeto i jesen 1915. sudjeluje u borbama kod San Michelea i Gorice. U travnju 1915. imenovan je ministrom rata u drugoj Salandrinoj vladi zamijenivši na tom mjestu Vittorija Zupellija koji je došao u sukob s načelnikom Glavnog stožera Luigijem Cadornom. Položaj ministra rata zadržao je i nakon lipnja 1916. kada je na mjestu predsjednika Vlade Salandru zamijenio Paolo Boselli. Na mjestu ministra rata ostao je do lipnja 1917. kada ga je na tom mjestu zamijenio Gaetano Giardino. U međuvremenu je, u svibnju 1916. imenovan senatorom.
Nakon što je prestao obnašati dužnost ministra rata, u srpnju 1917. preuzima zapovjedništvo nad X. korpusom kojim zapovijeda do listopada te iste godine kada postaje predsjednikom Vrhovnog vojnog i mornaričkog suda. Navedenu dužnost obnaša do veljače 1918. kada je imenovan zapovjednikom 4. armije zamijenivši na tom mjestu Maria Nicolis di Robilanta. Predmetnom armijom zapovijeda do travnja, nakon čega u lipnju 1918. preuzima zapovjedništvo nad novoustrojenom 9. armijom. Deveta armija bila je u pričuvi, te nije sudjelovala u talijanskoj pobjedi u Bitci kod Vittoria Veneta.

## Poslije rata
Morrone je ostao zapovijedati 9. armijom do veljače 1919. nakon čega je premješten u pričuvu. Podržavao je dolazak fašista na vlast, te je bio član fašističke stranke. U veljači 1923. promaknut je u čin generala armije. 
Preminuo je 4. siječnja 1937. godine u 83. godini života u Rimu.